# Xenophanta ecliptis
Xenophanta ecliptis är en fjärilsart som beskrevs av Edward Meyrick 1914. Xenophanta ecliptis ingår i släktet Xenophanta och familjen praktmalar, Oecophoridae. Inga underarter finns listade i Catalogue of Life.